# اودایپور، تریپورا
اودایپور، تریپورا (به انگلیسی: Udaipur, Tripura) یک روستا در هند است که در تریپورا واقع شده‌است.

## خصوصیات
اودایپور ۳۲٬۷۵۸ نفر جمعیت دارد و ۲۲ متر بالاتر از سطح دریا واقع شده‌است.

## نگارخانه

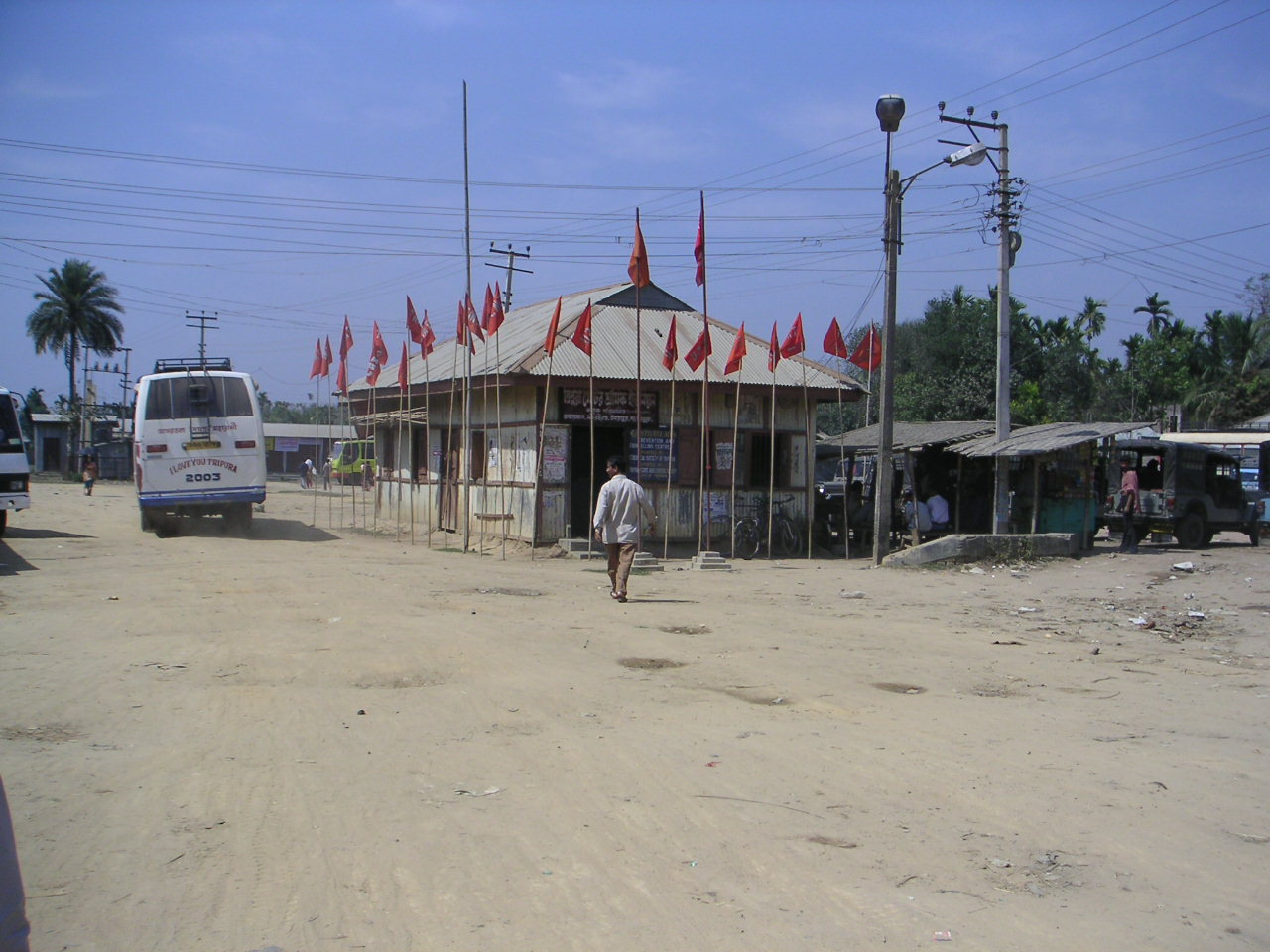
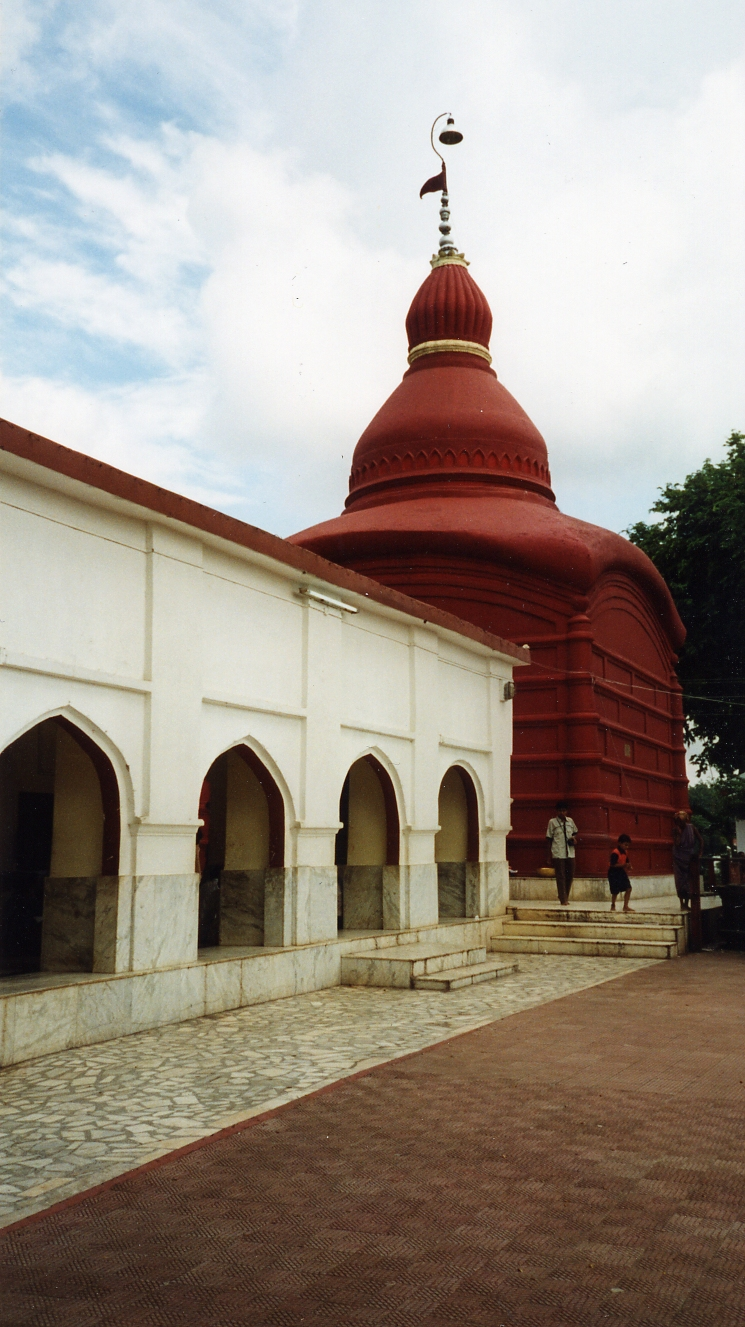